# تيري تشن
تيري تشن (بالإنجليزية: Terry Chen)‏ (و. 1975 – م) هو ممثل، وممثل أفلام، وممثل تلفزيوني، من كندا، ولد في إدمونتون.

## وصلات خارجية
- تيري تشن على موقع IMDb (الإنجليزية)
- تيري تشن على موقع روتن توميتوز (الإنجليزية)
- تيري تشن على موقع ألو سيني (الفرنسية)
- تيري تشن على موقع أول موفي (الإنجليزية)
- تيري تشن على موقع قاعدة بيانات الأفلام السويدية (السويدية)
- تيري تشن على موقع قاعدة بيانات الفيلم (الإنجليزية)
- تيري تشن على موقع كينوبويسك (الروسية)